# Chinese Football Association Super League
Chinese Football Association Super League (Chinees: 中国足球协会超级联赛 of 中超), ook wel: China Super League is de nationale voetbalcompetitie van China onder toezicht van de Chinese Football Association. De competitie is opgericht in 2004.
Er is ook een tweede divisie, genaamd de Chinese Football Association Jia League. Jia betekent in dit geval hetzelfde als 'A'.
Er voetballen veel Brazilianen en Serviërs in China die een hoog salaris hebben. Sinds 2007 is er een regel dat Chinese teams vier buitenlanders in hun selectie mogen hebben en maar drie buitenlanders tegelijk mogen opstellen.

## Landskampioenen
| Seizoen | Winnaar                     | Runner-up                   |
| ------- | --------------------------- | --------------------------- |
| 2003    | geen wegens omkoopschandaal | geen wegens omkoopschandaal |
| 2004    | Shenzhen Jianlibao          | Shandong Luneng             |
| 2005    | Dalian Shide                | Shanghai Shenhua            |
| 2006    | Shandong Luneng             | Shanghai Shenhua            |
| 2007    | Changchun Yatai             | Beijing Guoan               |
| 2008    | Shandong Luneng             | Shanghai Shenhua            |
| 2009    | Beijing Guoan               | Changchun Yatai             |
| 2010    | Shandong Luneng             | Tianjin Teda                |
| 2011    | Guangzhou Evergrande        | Beijing Guoan               |
| 2012    | Guangzhou Evergrande        | Jiangsu Sainty              |
| 2013    | Guangzhou Evergrande        | Shandong Luneng             |
| 2014    | Guangzhou Evergrande        | Beijing Guoan               |
| 2015    | Guangzhou Evergrande Taobao | Shanghai SIPG               |
| 2016    | Guangzhou Evergrande Taobao | Jiangsu Suning              |
| 2017    | Guangzhou Evergrande Taobao | Shanghai SIPG               |
| 2018    | Shanghai SIPG               | Guangzhou Evergrande Taobao |
| 2019    | Guangzhou Evergrande Taobao | Beijing Sinobo Guoan        |
| 2020    | Jiangsu Suning              | Guangzhou Evergrande Taobao |
| 2021    | Shandong Taishan            | Guangzhou Evergrande FC     |
| 2022    | Wuhan Three Towns           | Shandong Taishan            |
| 2023    | Shanghai Port               | Shandong Taishan            |

## Topscorers
| Seizoen | Topscorer                  | Club                                    | Doelpunten |
| ------- | -------------------------- | --------------------------------------- | ---------- |
| 2004    | Kwame Ayew                 | Inter Shanghai                          | 17         |
| 2005    | Branko Jelić               | Beijing Guoan                           | 21         |
| 2006    | Li Jinyu                   | Shandong Luneng                         | 26         |
| 2007    | Li Jinyu                   | Shandong Luneng                         | 15         |
| 2008    | Éber Luís                  | Tianjin Teda                            | 14         |
| 2009    | Hernán Barcos Luis Ramírez | Shenzhen Asia Travel Guangzhou GPC      | 17         |
| 2010    | Duvier Riascos             | Shanghai Shenhua                        | 20         |
| 2011    | Muriqui                    | Guangzhou Evergrande FC                 | 16         |
| 2012    | Cristian Dănălache         | Jiangsu Sainty                          | 23         |
| 2013    | Elkeson                    | Guangzhou Evergrande FC                 | 24         |
| 2014    | Elkeson                    | Guangzhou Evergrande FC                 | 28         |
| 2015    | Aloísio                    | Shandong Luneng Taishan                 | 22         |
| 2016    | Ricardo Goulart            | Guangzhou Evergrande Taobao FC          | 19         |
| 2017    | Eran Zahavi                | Guangzhou R&F FC                        | 27         |
| 2018    | Wu Lei                     | Shanghai SIPG                           | 27         |
| 2019    | Eran Zahavi                | Guangzhou R&F FC                        | 29         |
| 2020    | Cédric Bakambu             | Beijing Sinobo Guoan                    | 14         |
| 2021    | Júnior Negrão              | Changchun Yatai                         | 14         |
| 2022    | Marcão                     | Wuhan Three Towns                       | 27         |
| 2023    | Léo Souza                  | Changchun Yatai & Zhejiang Professional | 19         |

## Omkoopschandaal
Op 19 februari 2013 werd bekend dat Shanghai Shenhua de landstitel van 2003 moest inleveren wegens een omkoopschandaal. In 2003 zou de club zich schuldig hebben gemaakt aan matchfixing, onder andere in een duel tegen Shanxi Guoli. Shanghai Shenhua zou niet de enige zijn: volgens de Chinese voetbalbond zouden minstens elf voetbalclubs aan matchfixing hebben gedaan. In totaal werden 12 clubs en 33 personen bestraft.

## Eeuwige ranglijst (2004-2020)
Vetgedrukt de clubs die in 2018 in de hoogste klasse spelen. Vele clubs veranderen door de jaren heen van naam en verhuizen soms ook naar een andere stad. 
| Club                         | Stad         | /15 | Periode                     |
| ---------------------------- | ------------ | --- | --------------------------- |
| Shandong Luneng Taishan      | Jinan        | 15  | 2004-                       |
| Beijing Sinobo Guoan         | Peking       | 15  | 2004-                       |
| Shanghai Greenland Shenhua   | Shanghai     | 15  | 2004-                       |
| Tianjin Teda                 | Tianjin      | 15  | 2004-                       |
| Guangzhou R&F FC             | Guangzhou    | 14  | 2004-2010, 2012-            |
| Changchun Yatai              | Changchun    | 13  | 2006-2018, 2021-            |
| Liaoning Hongyun FC          | Jinzhou      | 13  | 2004-2008, 2010-2017        |
| Beijing Renhe                | Peking       | 13  | 2004-2015, 2018-            |
| Henan Jianye FC              | Zhengzhou    | 11  | 2007-2012, 2014-            |
| Guanghzou Evergrande Taoabao | Guangzhou    | 10  | 2008-2009, 2011-            |
| Zhejiang Greentown FC        | Hangzhou     | 10  | 2007-2016                   |
| Jiangsu Suning FC            | Nanjing      | 10  | 2009-                       |
| Qingdao Jonoon               | Qingdao      | 10  | 2004-2013                   |
| Chongqing Lifan              | Chongqing    | 9   | 2004-2006, 2009-2010, 2015- |
| Dalian Shide                 | Dalian       | 9   | 2004-2012                   |
| Shenzhen FC                  | Shenzhen     | 8   | 2004-2011, 2019-            |
| Shanghai Shenxin             | Shanghai     | 6   | 2010-2016                   |
| Shanghai SIPG                | Shanghai     | 6   | 2013-                       |
| Dalian Yifang                | Dalian       | 4   | 2012-2014, 2018-            |
| Wuhan Guanggu                | Wuhan        | 4   | 2005-2008                   |
| Chengdu Blades               | Chengdu      | 3   | 2008-2009, 2011             |
| Hebei China Fortune          | Qinhuangdao  | 3   | 2015-                       |
| Sichuan Guancheng FC         | Chengdu      | 2   | 2004-2005                   |
| Guizhou Hengfeng Zhicheng    | Guiyang      | 2   | 2017-                       |
| Tianjin Quanjian             | Tianjin      | 2   | 2017-                       |
| Shanghai United              | Shanghai     | 2   | 2005-2006                   |
| Xiamen Lanshi                | Xiamen       | 2   | 2006-2007                   |
| Yanbian Fude                 | Yanji        | 2   | 2016-2017                   |
| Shijiazhuang Yongchang       | Shijiazhuang | 2   | 2015-2016, 2020             |
| Wuhan Zall                   | Wuhan        | 1   | 2013, 2019-                 |
| Harbin Yiteng                | Shaoxing     | 1   | 2014                        |